# Klockhammar
Klockhammar är en småort i Kils socken i Örebro kommun belägen vid Kilsbergens rand 18 km nordväst om Örebro.
Samhället ligger i gränslandet mellan den öppna Närkesslätten och de skogbeklädda Kilsbergen, utefter vägen mellan Närkes Kil och Bocksboda. Klockhammarområdet tillhörde tidigare Ullavi by, som ligger på slätten mellan Klockhammar och Närkes Kil. 

## Klockhammars bruk
På grund av skogsbristen fick från 1636 inga nya stångjärnshammare anläggas inom bergslagerna. Däremot kunde man få tillstånd att anlägga nya hammare utanför bergslagsgränsen. Detta gjordes i Klockhammar, eftersom stället låg precis utanför denna gräns. Från 1640-talets början medgavs tillstånd för olika personer att anlägga hammarsmedjor i Klockhammar. Den förste som fick tillstånd var Erik Andersson från Örebro. År 1643 utfärdades privilegier för borgmästaren Hans Eriksson, även han från Örebro. Den tredje och sista hammaren privilegierades år 1660.
1655 sålde Hans Eriksson sin hammare till den holländska änkan Bartge van Gent. Hon sålde 1673 den vidare till assessorn Johan Andersson Utterklou, adlad Utterklo. Redan år 1689 konstaterade Bergskollegium att det rådde skogsbrist, varför två hammarhärdar nedlades. År 1738 utfärdades ytterligare restriktioner, och år 1804 nedlades stångjärnssmidet helt och hållet i Klockhammar. Privilegierna flyttades då över på Frösvidal och Aspa. Dock medgav Bergskollegium att i Klockhammar inrätta en knipphammare och en spikhammare.
Det fanns även en masugn i belägen i Klockarhyttan, belägen en kilometer i riktning Lockhyttan. Denna hytta tillhörde Lekebergslagen, och var dess nordostligaste utlöpare. Den äldsta hyttan kan ha funnits på plats redan på 1200- eller 1300-talet, men lades ner troligen i mitten av 1300-talet. En ny hytta byggdes 1583, men den lades ner omkring 1590. Åter togs en hytta i bruk år 1640, men verksamheten stannade för gott år 1690. Tillverkningen av järn var begränsad – den beräknas ha uppgått till 300 ton under åren 1640-1690. År 1687 blåstes hyttan under 28 dygn.

## Kvarn och brännvinsbränneri
När stångjärnstillverkningen upphört, inrättades istället en hjulkvarn. Den kan ha tillkommit under första hälften av 1800-talet. Driften avstannade år 1944. Man har idag restaurerat vattenhjulet, som fungerar.
I Klockhammar fanns även ett brännvinsbränneri som nedlades år 1850.

## Klockhammars herrgård
Huvudbyggnaden tillkom under åren 1816-1827, men har en frontespis och en flygel av äldre datum. Egendomen omfattar 191 ha, varav 62 ha åker och 100 ha skog. En stor fruktträdgård omfattande 700 träd fanns även. En egen äppelsort – Klockhammarsäpplet – är förknippad med herrgårdens fruktodlingar.